# Gambusia holbrooki
La gambusia Gambusia holbrooki es un pez de la familia de los poecílidos en el orden de los ciprinodontiformes, una especie muy invasora en todo el planeta e incluida en el Catálogo Español de Especies Exóticas Invasoras.

## Morfología
Los machos pueden alcanzar los 3,5 cm de longitud total, pudiendo las hembras doblar esa longitud.

## Distribución geográfica
Es autóctona de Norteamérica: desde Nueva Jersey hasta Alabama.

### Introducción y carácter invasor
Ha sido introducida en humedales de muchos países de Europa, África, Asia y Australia con la idea infundada de que puede controlar las plagas de mosquitos. A principios del siglo XX, cuando el paludismo o malaria era aún un mal endémico no sólo en países tropicales, como ahora, sino en países europeos, se pensó en la gambusia como medio biológico de control de los mosquitos del género Anopheles, que transmiten esa enfermedad, y otros mosquitos a veces vectores de enfermedades infeciosas. Se introdujo Gambusia holbrooki en todo el mundo, pagando el precio ecológico del desplazamiento de las especies autóctonas de peces, anfibios y otros organismso sobre los que depreda o con los que compite, y el correspondiente desarreglo de las redes tróficas locales. Además, la gambusia, como muchos otros peces, es un depredador generalista que a menudo no consume prácticamente mosquitos, generalmente no es más eficiente que las especies autóctonas de peces comiendo mosquitos, a menudo no afecta la abundancia de larvas de mosquitos en condiciones naturales y mucho menos la de mosquitos adultos y enfermedades asociadas. Por tanto, introducir gambusias, además de estar a menudo prohibido por la legislación y causar un fuerte impacto ecológico, no sirve para el control de mosquitos o sus enfermedades asociadas.
La introducción en Europa en los años 1920 fue precedida de su aclimatación en la Quebrada del Repinar, desagüe de la Fuente del Roble, en Talayuela (provincia de Cáceres,  Extremadura) por el joven médico e investigador Sadí de Buen Lozano, quien había investigado con su hermano, el oceanógrafo Fernando de Buen y Lozano, la cría en cautividad, sin demasiado éxito. Fernando de Buen llamó la atención sobre las probables consecuencias ecológicas y económicas, para la pesca fluvial, de la introducción de Gambusia holbrooki, habiendo observado en condiciones experimentales cómo esta especie desplazaba a Aphanius iberus, una especie local.
Debido a su potencial colonizador y constituir una amenaza grave para las especies autóctonas, los hábitats o los ecosistemas, esta especie ha sido incluida en el Catálogo Español de Especies Exóticas Invasoras, regulado por el Real Decreto 630/2013, de 2 de agosto, estando prohibida en España su introducción en el medio natural, posesión, transporte, tráfico y comercio.